# Condado de Anderson (Carolina do Sul)
O Condado de Anderson é um dos 46 condados do Estado americano da Carolina do Sul. A sede do condado é Anderson, e sua maior cidade é Anderson. O condado possui uma área de 1 962 km² (dos quais 102 km² estão cobertos por água), uma população de 165 740 habitantes, e uma densidade populacional de 89 hab/km² (segundo o censo nacional de 2000). O condado foi fundado em 1826.